# Rue Sœur-Bouvier
La rue Sœur-Bouvier est une voie du 5e arrondissement de Lyon, en France.

## Situation et accès
Cette rue commence place Saint-Irénée, au carrefour de la rue commandant Charcot et de l’avenue de la 1re DFL. Elle aboutit à Sainte-Foy-lès-Lyon et se continue dans la rue Georges Clemenceau.
La rue est à flanc de colline, au-dessus de la pente abrupte de la balme surplombant la Saône. Au-dessus, vers Saint-Irénée, subsistent des vestiges romains de l’aqueduc du Gier
La circulation automobile est à sens unique dans le sens sud - nord.
Arrêts bus : 46 - 49 - C20E -   395 - PL3 

## Odonymie
Son nom a été donné en hommage à Jeannette Louise Bouvier (1869-1967), religieuse hospitalière, sage-femme puis directrice de la maternité de l’Hôtel-Dieu de Lyon.

## Histoire
Antérieurement dénommé chemin de Saint-Irénée à Lyon.
Le nom est attribué par le conseil municipal le 23 janvier 1965.

## Bâtiments remarquables
- Le Fort Saint-Irénée, construit entre 1832 et 1843, abrite actuellement au no 2 la résidence universitaire André Allix et l’ Ensatt.

- Au no 29, l’hospice Debrousse construit en 1904 est resté un hôpital pédiatrique jusqu’en 2008[4].

- Au no 11, Centre scolaire Saint-Marc.

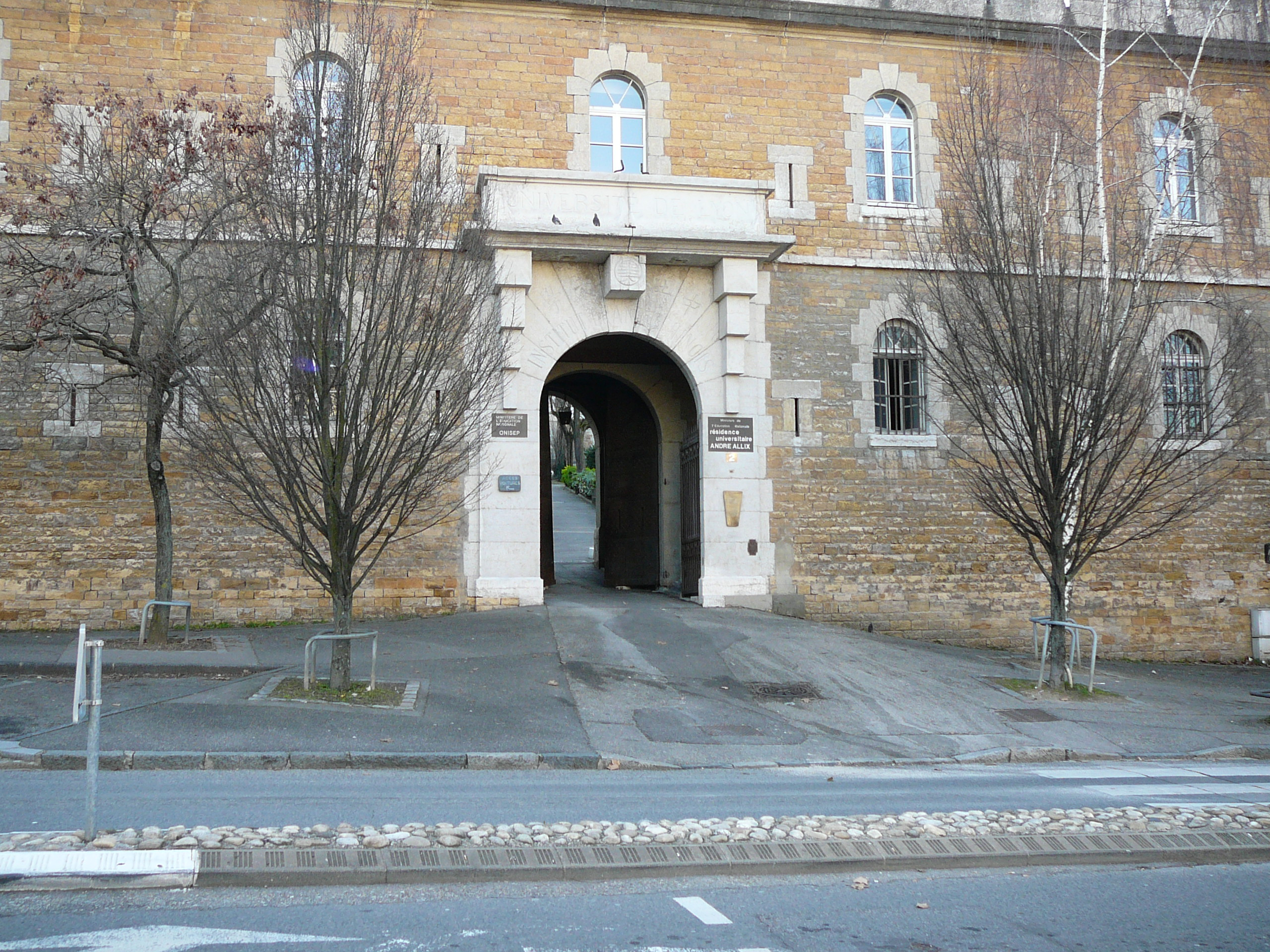
Fort Saint-Irénée
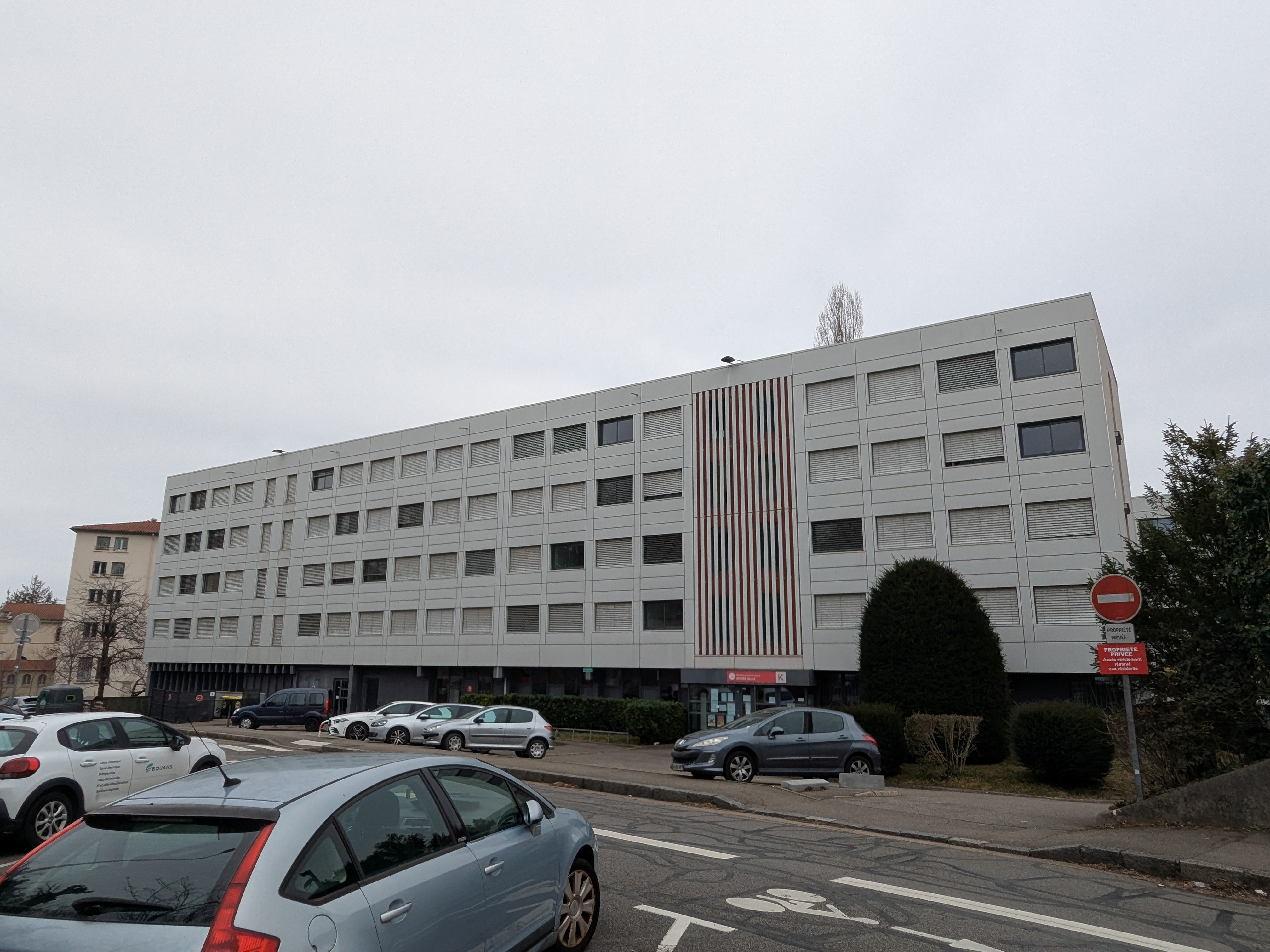
Bâtiment K de la résidence universitaire André Allix
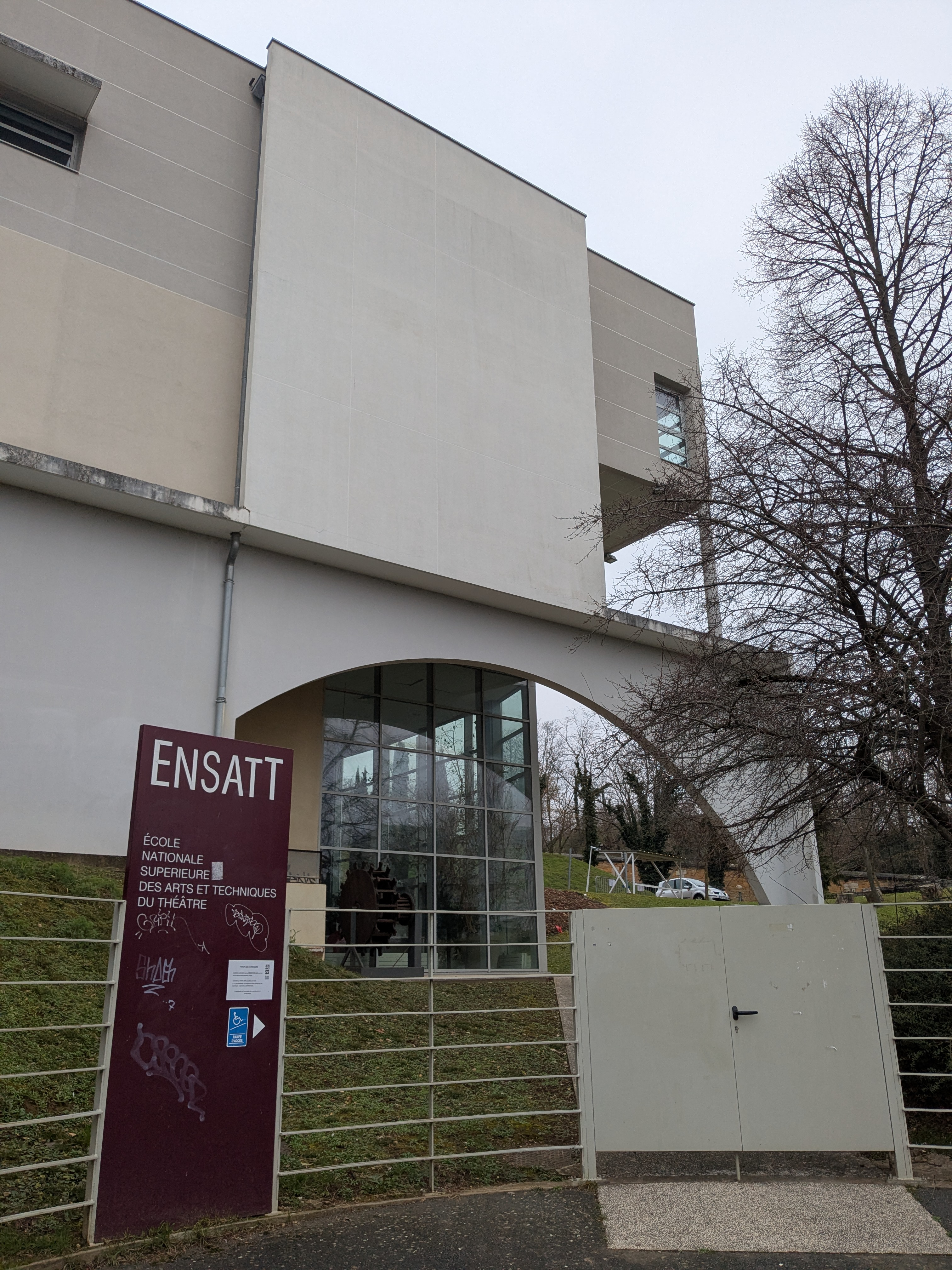
Entrée de l'ENSATT
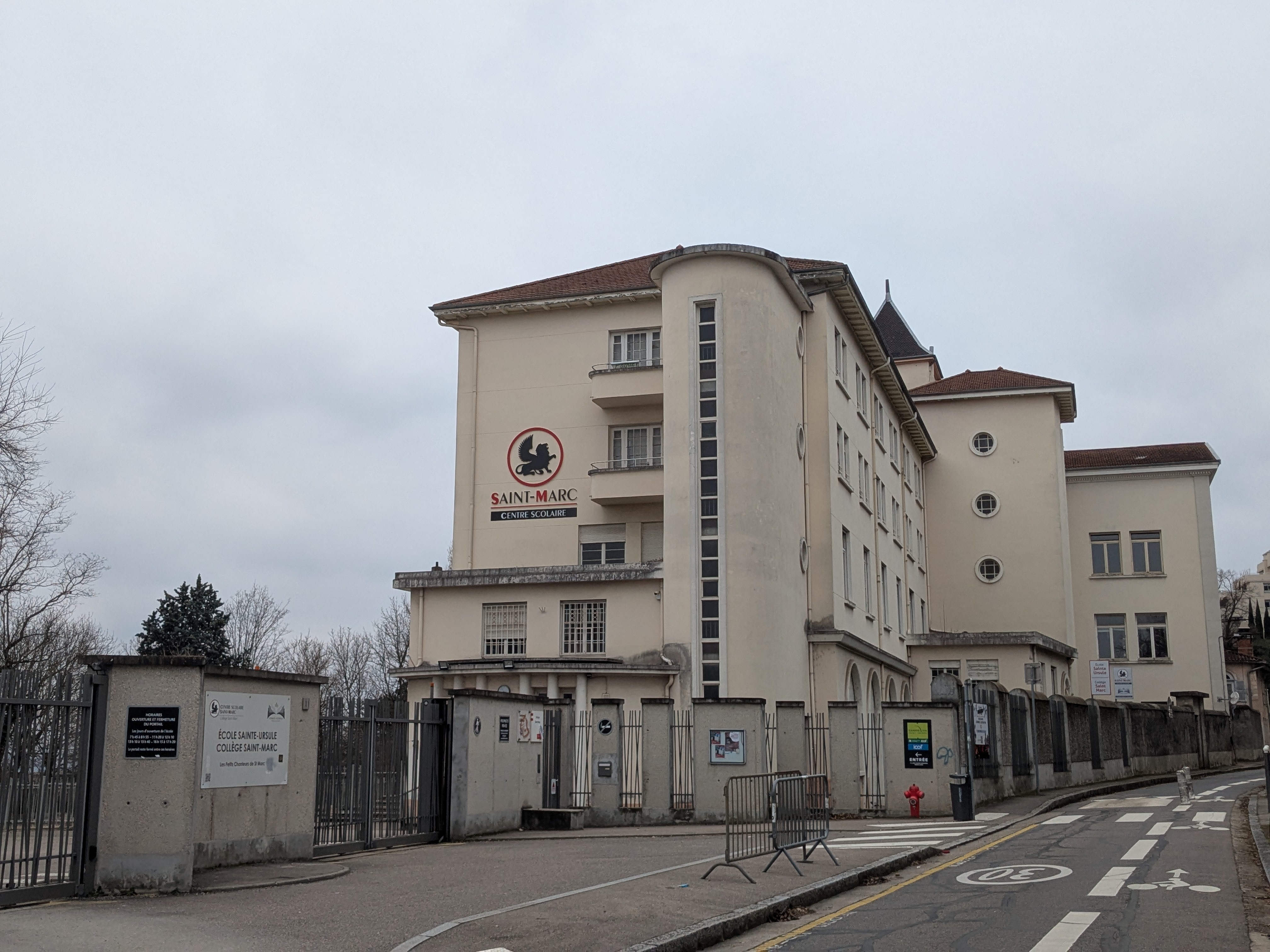
centre scolaire Saint-Marc
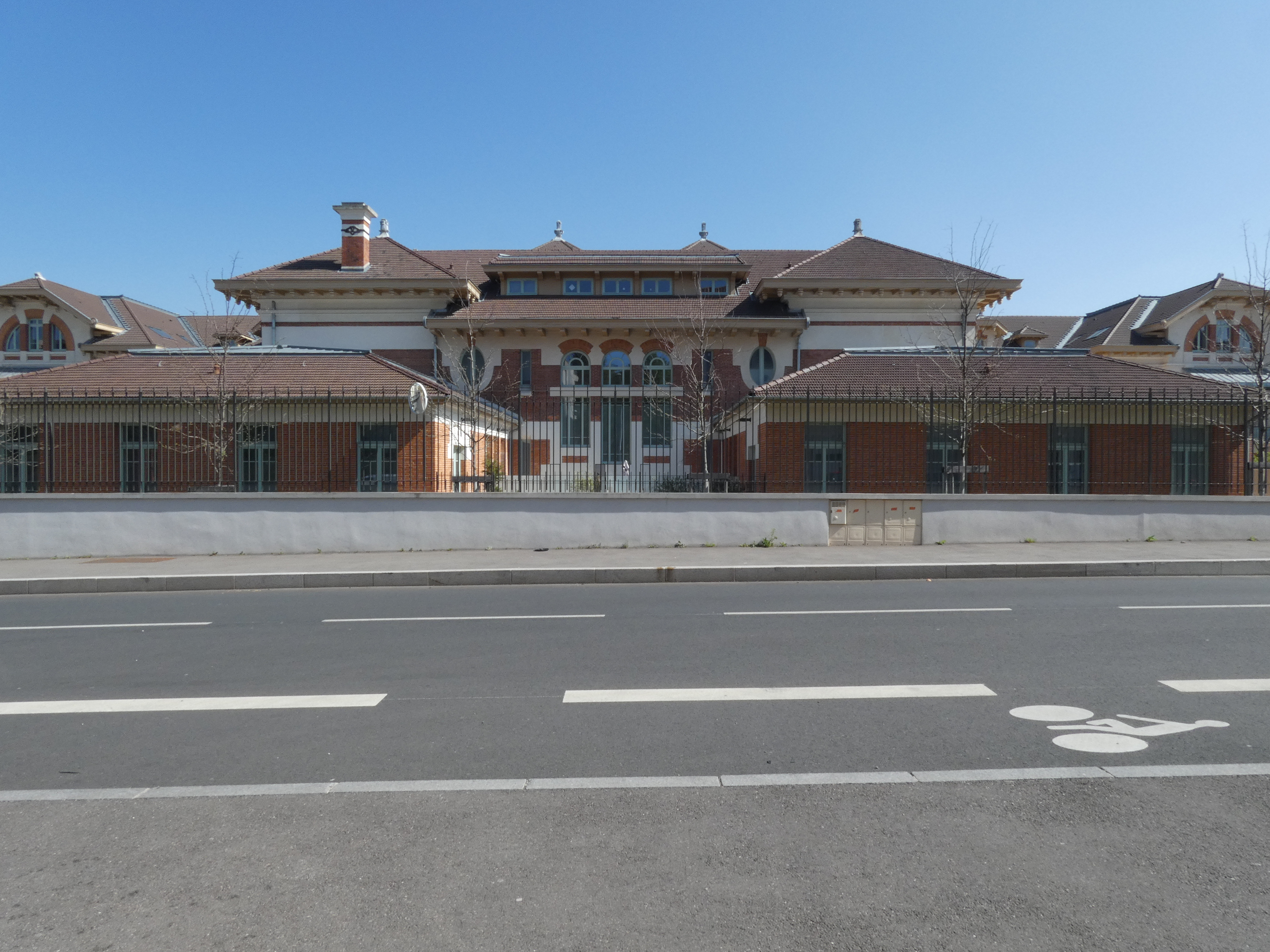
Ancien hôpital Debrousse